# Botmeur
Botmeur é uma comuna francesa na região administrativa da Bretanha, no departamento Finisterra. Estende-se por uma área de 13,64 km². Em 2010 a comuna tinha 222 habitantes (densidade: 16,3 hab./km²).